# 佐藤雅俊 (林学者)
佐藤 雅俊（さとう まさとし）は、日本の林学者。東京大学名誉教授。木材・合板博物館館長。

## 人物・経歴
1976年東京農工大学農学部林産学科卒業。1978年東京大学大学院農学系研究科林産学専門課程修士課程修了、建設省建築研究所研究員。1987年農学博士。1989年建設省建築研究所主任研究員。1989年国際協力事業団専門家（インドネシア共和国）。1991年アメリカ合衆国農務省林野局林産研究所客員研究員。1993年国際協力事業団チーフアドバイザー（インドネシア共和国）。1996年建設省建築研究所室長。1998年東京大学大学院農学生命科学研究科助教授。2010年東京大学大学院農学生命科学研究科教授。2017年定年退職、東京大学名誉教授。2022年木材・合板博物館館長。専門は林産工学、建築材料学、林学。